# Dasycyrton medinae
Dasycyrton medinae là một loài ruồi trong họ Asilidae. Dasycyrton medinae được Artigas miêu tả năm 1970.